# سوماتریپتان
سوماتریپتان (به انگلیسی: SUMATRIPTAN) یک داروی مسکن برای میگرن است.
رده درمانی:آگونیست گیرنده سروتونینی.
اشکال دارویی: آمپول، قرص و افشانه بینی

## موارد مصرف
کاربرد اصلی آن درمان والبته تسکین و کاهش درد میگرن و سردردهای تنشی می‌باشد.

## مکانیسم اثر
سوماتریپتان، داروی ضد میگرن و آگونیست گیرنده سروتونینی ۵HT1D است. سوماتریپتان با انقباض عروق مغزی و کاهش التهاب عصبی، باعث بهبود سردرد میگرنی و سردردهای عروقی می‌شود. همچنین نقش التهاب عصبی در مناطقی که توسط عصب سه‌قلو عصب‌دهی می‌شوند، در سبب‌شناسی میگرن مطرح شده‌است، نورون‌ های سروتونرژیک در بروز این التهاب نقش دارند.

## عوارض جانبی
گرگرفتگی، خواب آلودگی و سرگیجه، خواب‌رفتگی، تهوع، استفراغ، اسهال، بالا رفتن آنزیم‌های کبدی، واکنشهای حساسیتی به صورت خارش، راش پوستی، تنگی نفس، خواب آلودگی، خستگی، احساس فشار، سردرد ناشی از دارو، درد محل تزریق و مشکلات قلبی. مصرف این دارو برای بیماران مبتلا به میگرن بازیلار و میگرن همی پلژیک ممنوع است و ممکن است موجب افزایش شدت بیماری و یا عوارض جبران ناپذیری بشود.

## اشکال دارویی
سموتریپتان به صورت قرص های 50 و 100 میلی گرمی و نیز آمپول 12 میلی گرمی تولید میشود.

## نحوه مصرف
در موارد حاد میگرن که حملات سردرد بسیار شدید باشد از آمپول سوماتریپتان به صورت زیر جلدی استفاده میشود.
در صورت استفاده از قرص سوماتریپتان میتواند 25الی 100 میلی گرم از دارو هنگام شروع حملات مصرف کرد. دوز دوم دارو را باید حد اقل دو ساعت بعد از دوز اول مصرف نمود.
هشدار
سوماتریپتان فقط جهت تخفیف درد های ناشی از میگرن و سردرد های عروقی موثر است و تاثری در پیشگیری از آنها ندارد. لذا در حالت نبود حملات میگرن از این دارو استفاده نکنید.